# Grania tasmaniae
Grania tasmaniae is een ringworm uit de familie van de Enchytraeidae. De wetenschappelijke naam van de soort is voor het eerst geldig gepubliceerd in 2000 door Rota & Erséus.